# Cartel de Santa
A Cartel de Santa 1996-ban alakult mexikói hiphop együttes. Tagjai Eduardo Davalos de Luna (MC Babo/Babo), Rowan Rabia és DJ Agustín (utóbbi csak koncerteken lép fel). Az együttest a nevesebb mexikói hiphop együttesek közé sorolják.

## Diszkográfia

### Stúdióalbumok
- Cartel de Santa (2002)
- Vol. II (2004)
- Volumen ProIIIbido (2006)
- Vol. IV (2008)
- Síncopa (2010)
- Golpe Avisa (2014)
- Viejo Marihuano (2016)